# محمد الحمود النجدي
محمد بن حمد الحمود النجدي (ولد 1379هـ / 1959 م) شيخ سني كويتي، إمام وخطيب في وِزارة الأوقاف، وحاصل على درجة الدكتوراه عن رسالته في شرح أسماء الله الحسنى وآثارها.

## مشايخه
- الشيخ عبد العزيز بن باز واستفاد كثيرًا من محاضراته ولقاءاته التي التقى به فيها.
- الشيخ محمد بن صالح العثيمين أخذ كثيرًا من الفقه والأصول عبر دروسه في الحرم ومشافهة وعبر كتبه وأشرطته.
- الشيخ محمد ناصر الدين الألباني.
- الشيخ عبد الله السبت واستفاد منه في الدعوة والعقيدة.
- الشيخ عبد الرحمن عبد الصمد واستفاد منه في الآداب والفِرَق والدعوة.[1]

## مؤلفاته
- النهج الأسمى في شرح أسماء الله الحسنى وهو رسالة دكتوراه ويعد أنفع كتاب من مؤلفاته.
- القول المختصر المبين في مناهج المفسرين.
- المواعظ السَّنيَّة في في رؤية خير البرية.
- الكلم المجموع في الهجر المشروع.
- قاعدة نافعة فيما يعتصم به العبد من الشيطان.
- مسائل في الاعتصام.
- سؤال وجواب في الشهر الكريم.
- اللقطات فيما يباح ويحرم من الأطعمة والمشروبات.
- مجالات عمل المرأة المسلمة المعاصرة.
- قطف الأزهار في آداب الأسفار.[2]

## تحقيقاته
- النبذ في أصول الفقه لابن حزم.
- مناظرة في القرآن العظيم لابن قدامة المقدسي.
- الوصية الكبرى لابن تيمية.
- الحسبة لابن تيمية.
- إبطال وحدة الوجود لابن تيمية.
- الوَرَع لأبي بكر بن أبي الدنيا.
- العرش وما روي فيه لأبي بكر بن أبي شيبة.[3]